# Чигирёв, Дмитрий Евгеньевич
Дмитрий Евгеньевич Чигирёв (род. 1 апреля 2001, Саранск, Россия) — узбекистанский фигурист, выступающий в парном катании с Екатериной Гейниш. Они — серебряные призёры этапа Гран-при Skate Canada (2024), победители Азиатских игр (2025).
По состоянию на 7 мая 2025 года пара Гейниш / Чигирёв занимает 22-е место в рейтинге Международного союза конькобежцев (ИСУ).

## Биография
Дмитрий Чигирёв Чигирев родился 1 апреля 2001 года в Саранске. Помимо фигурного катания, он также увлекается видеоиграми, велосипедами, чтением и музыкой.

### Личная жизнь
В 2023–2024 годах состоял в отношениях с российской фигуристкой Евгенией Медведевой.

## Карьера

### Ранние годы
Дмитрий начал заниматься фигурным катанием в 2008 году. Первоначально он тренировался в Академии фигурного катания СШ в Саранске как одиночник до 2016 года. Затем он решил перейти в парное катание. Первые два года он выступал в паре с Надеждой Лабазиной и Линой Дрейер. После этого Чигирёв переехал в Москву, чтобы тренироваться у Артура Дмитриева в Академии фигурного катания УОР 4. Он встал в пару с Екатериной Беловой. Пара соревновалась вместе три сезона, став девятыми на первенстве России среди юниоров в 2019 года. Через год они стали десятыми на том же первенстве России среди юниоров и двенадцатыми на взрослом чемпионате России. Пара распалась после сезона 2020/2021, и Чигирёв принял решение перейти в московскую школу фигурного катания «Воробьевы горы», чтобы тренироваться у Нины Мозер и Владислава Жовнирского.
В апреле 2022 года Мозер и Жовнирский поставили Дмитрия в пару с Анастасией Костюк. Вместе они завоевали серебро на юниорском турнире Budapest Trophy 2022. Однако вскоре пара распалась.

### Первые годы с Екатериной Гейниш
Перед сезоном 2022/2023 Дмитрий Чигирёв встал в пару с Екатериной Гейниш. Гейниш и Чигирёв приняли участие только в двух российских этапах Гран-при, где заняли пятое место на обоих соревнованиях. В следующем сезоне пара выступила только на мелких российских соревнованиях, пропустив как российские этапа Гран-при, так и национальный чемпионат.
В мае 2024 года было объявлено, что Екатерина и Дмитрий планирует начать выступать за Узбекистан и подала документы в Федерацию фигурного катания России с просьбой об освобождении, что в конечном итоге было удовлетворено.

### 2024/2025: дебют за Узбекистан, медаль этапа Гран-при, золото Азиатских игр
Под новым флагом пара дебютировала на турнире серии «Челленджер» John Nicks International Pairs Competition, где завоевали бронзовую медаль. В октябре Екатерина и Дмитрий выступили на своём первом этапе Гран-при Skate Canada, где сенсационно выиграли серебро, обойдя в том числе в произвольной программе действующих чемпионов мира Дианну Стеллато и Максима Дешама. Благодаря этому результату Гейниш и Чигирёв стали первой парой, представляющей Узбекистан, которая выиграла медаль Гран-при. Неделю спустя они выступили французском этапе, где заняли шестое место.
В февраля Екатерина и Дмитрий выиграли золотые медали на зимних Азиатских игр, которые прошли в китайском Харбине. На следующей неделе они выступали в Сеуле на чемпионате четырёх континентов, где заняли восьмое место. На чемпионате мира, который в конце марта прошёл в Бостоне, разыгрывались первые олимпийские путёвки. Екатерина и Дмитрий по итогам двух программ вошли в десятку лучших и привезли Узбекистану квоту на зимние Олимпийские игры, которые через год пройдут в Милане.

## Программы
(с Екатериной Гейниш)
| Сезон     | Короткая программа                                                                | Произвольная программа                                            |
| --------- | --------------------------------------------------------------------------------- | ----------------------------------------------------------------- |
| 2024/2025 | - The Deal Between Tsubaki and Lingba Kiyoshi Yoshida хореография: Рамиль Мехдиев | - Teatro Конча Буйка и Джейкоб Суреда хореография: Рамиль Мехдиев |
| 2022/2024 | - Гаучо (Танец аргентинских пастухов) Николай Некрасов                            | - The Windmills of Your Mind Мишель Легран в исполении Стинга     |

## Результаты
CS: Challenger Series
| Соревнования                         | 24/25         |
| Международные                        | Международные |
| ------------------------------------ | ------------- |
| Чемпионат мира                       | 10            |
| Чемпионат четырёх континентов        | 8             |
| Этапы Гран-при: Skate Canada         | 2             |
| Этапы Гран-при: Grand Prix de France | 6             |
| CS John Nicks Pairs Challenge        | 3             |
| Азиатские игры                       | 1             |